# Heidi Paris
Heidi Paris (* 24. Mai 1950 in Braunschweig; † 15. September 2002 in Berlin, gebürtig Adelheid Paris) war eine deutsche Verlegerin, Schriftstellerin und Künstlerin.

## Leben
Paris wuchs in Braunschweig als Kind einer Kaufmannsfamilie auf. Ihrem Vater wurde eine Vergangenheit in der Waffen-SS nachgesagt, die jedoch nicht belegt ist. Nach ihrem Abitur 1969 war sie Dramaturgieassistentin am Staatstheater Braunschweig. Von 1970 bis 1975 studierte sie Germanistik, Komparatistik und Philosophie an der Freien Universität Berlin. 1974 lernte sie ihren langjährigen Lebensgefährten Peter Gente in einer Kneipe in Berlin-Schöneberg kennen. Zusammen leiteten sie den Merve Verlag, der zahlreiche Werke der poststrukturalistischen Theorie veröffentlichte.
Im Herbst 1977 wurde sie zusammen mit dem Philosophen Michel Foucault in Berlin verhaftet. Bei einem Frühstück mit Foucault in einem Hotel in der Güntzelstraße alarmierte ein Gast die Polizei; er hatte Paris mit der RAF-Terroristin Inge Viett verwechselt. Nachdem drei Polizeiwagen vor dem Hotel vorgefahren waren, führten Polizisten die Gruppe mit Maschinenpistolen ab und brachten sie in Einzelzellen. Nach einer halben Stunde wurden sie freigelassen.

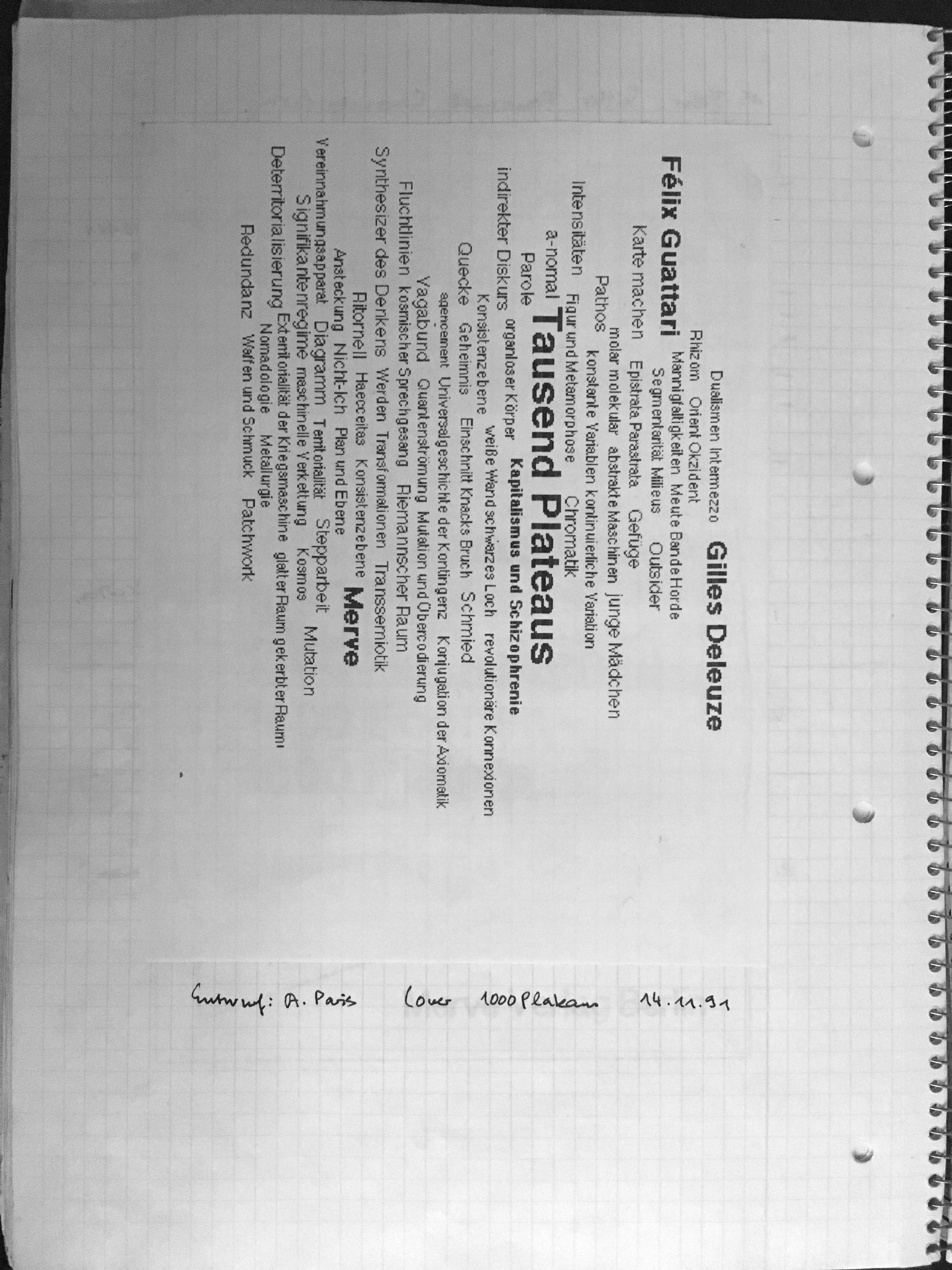
Umschlagentwurf zu Tausend Plateaus

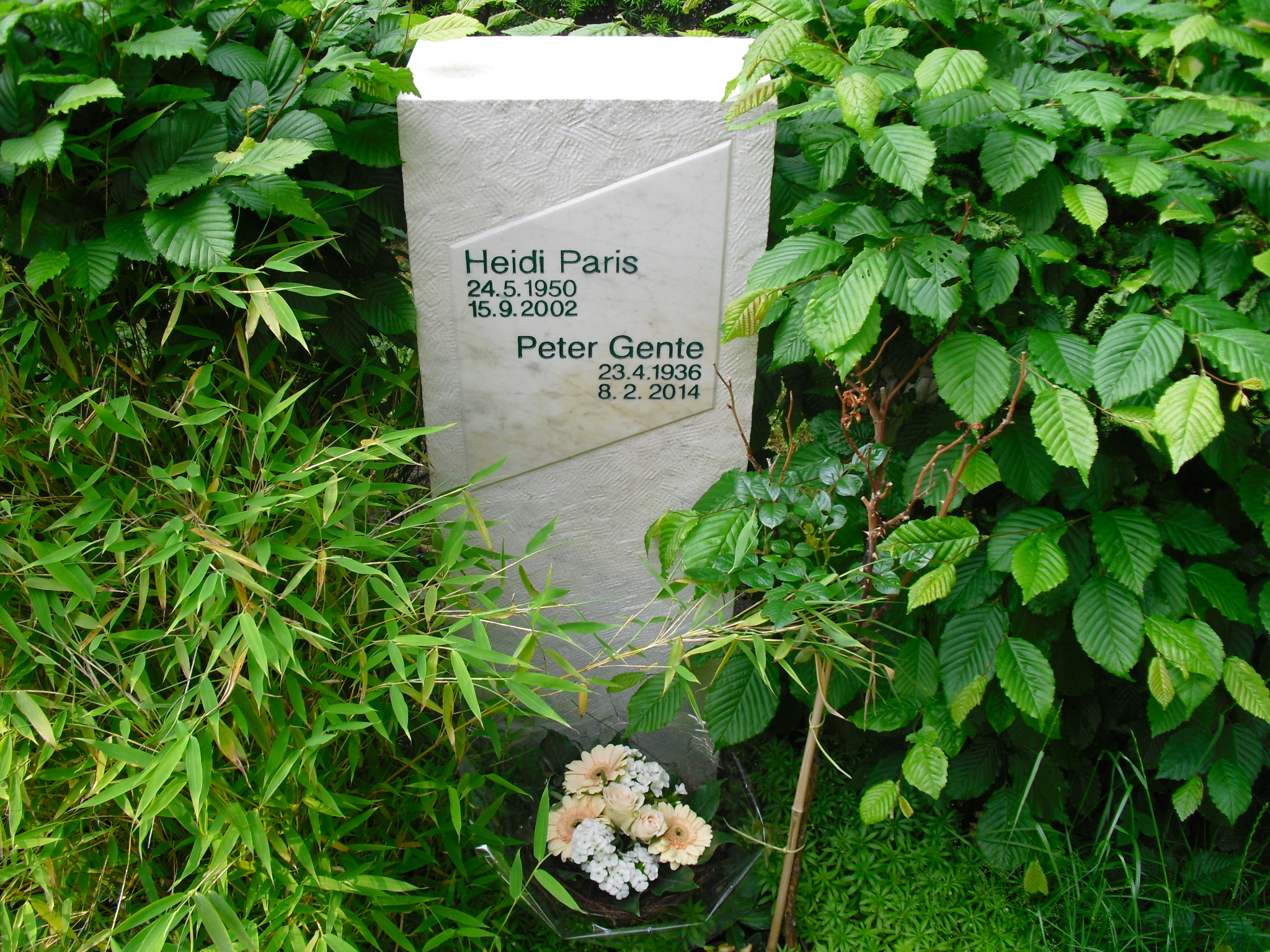
Grabstein für Heidi Paris und Peter Gente auf dem Alten St.-Matthäus-Kirchhof

Ab Ende der 1980er Jahre litt Paris unter Schizophrenie. Mit dem befreundeten Schriftsteller und Arzt Rainald Goetz sprach sie über ihre Absicht, sich das Leben zu nehmen. In der Nacht vom 10. auf den 11. September 2002 unternahm sie einen Suizidversuch, an dessen Folgen sie am 15. September starb. Sie hinterließ keinen Abschiedsbrief, hatte jedoch eine Notiz an ihr Bücherregal geheftet: „Die Lücke, die wir hinterlassen, ersetzt uns vollkommen.“ Heidi Paris ist auf dem Alten St.-Matthäus-Kirchhof in Berlin-Schöneberg begraben.

## Wirken
1986 veranstaltete sie an der F+F Kunstschule in Zürich ein internationales Symposion zum Thema „Philosophen-Künstler“, aus der die Zeitschrift stop‑art hervorging. 1988 organisierte sie für die ars electronica Linz ein internationales Symposion zum Thema „Philosophien der neuen Technologien“ mit u. a. Jean Baudrillard, Vilém Flusser, Heinz von Foerster, Friedrich Kittler und Peter Weibel. 1989 veranstaltete sie dort ein Symposion zum Thema „Im Netz der Systeme“. Ab 1990 arbeitete sie mit dem Institut für Neue Medien an der Frankfurter Städelschule zusammen. 1990 organisierte sie beim Steirischen Herbst in Graz ein  Symposion zum Thema Nomadismus u. a. mit Achille Bonito Oliva und Sylvère Lotringer. 1991 organisierte sie mit dem Kunstverein Giannozzo in Berlin ein internationales Rencontre zum Thema „Gefährlich Leben. Das Experimentelle in Kunst und Wissenschaften“. 1993 und 1994 war sie Jurorin für Design an der Akademie Schloß Solitude.
Zwischen 1980 und 1999 schrieb Paris Tagebücher, die als Chroniken auf ihrer Website veröffentlicht sind.  Die Umschlaggestaltung der deutschen Ausgabe des Buchs Tausend Plateaus von Gilles Deleuze und Félix Guattari aus dem Jahr 1991 stammt von Paris. Der Entwurf zu dem 1992 erschienenen Buch zählt zu einer frühen Form der Schlagwortwolke. Paris und Gente werden im 2006 veröffentlichten Roman Torpor der amerikanischen Schriftstellerin Chris Kraus erwähnt.

## Würdigungen
Im Herbst 2012 wurden im Museum der unerhörten Dinge in Berlin-Schöneberg bzw. in Club und Galerie WYSIWYG in Berlin-Friedrichshain zwei Ausstellungen zu Paris’ 10. Todestag veranstaltet: 365 Zeitwörter und Der Spaghettistuhl mit 50 Zeichnungen aus ihrem Nachlass. Die Regisseurin Agnes Handwerk zeigte ihren Dokumentarfilm Foucault in/à Berlin (1992/2004) über die Verhaftung 1977. Blixa Bargeld gedachte Paris.